# Isovactis
Genre
Isovactis est un genre de cnidaires anthozoaires de la famille des Arachnactidae.

## Liste des espèces
Selon World Register of Marine Species (09 janvier 2023) :
- Angianthula bargmannae Leloup, 1964
- Isovactis carlgreni Leloup, 1942
- Isovactis elongata Leloup, 1964
- Isovactis microtentaculata Leloup, 1964

## Systématique
Le nom valide complet (avec auteur) de ce taxon est Isovactis Leloup, 1942.